# Daens (película)
Daens es una película belga dirigida por Stijn Coninx. Estrenada en 1992, se trata de un drama histórico que cuenta las andanzas de Adolf Daens, un sacerdote católico en Aalst (Bélgica) que luchó por los derechos de los trabajadores y obrero durante la revolución industrial. Fue nominada al Óscar a la mejor película de habla no inglesa en 1992.

## Sinopsis
Estamos en 1890. El sacerdote Adolf Daens regresa a su ciudad natal, el municipio belga de Aalst, después de una disputa con el obispo Antoon Stillemans. Daens se muda con su hermano Pieter, editor del periódico local "Land Van Aelst".
Daens se molesta cuando se entera de las malas condiciones laborales en la industria textil. Los directores ricos abusan y explotan a los trabajadores sólo para su propio beneficio. Para obtener más beneficios, las empresas acaban de decidir despedir a todos los hombres. Son reemplazados por mujeres porque sus salarios son mucho más bajos. Los niños necesitan trabajar día y noche, dormirse y ser aplastados bajo los telares mecánicos. Los accidentes industriales ocurren continuamente y la dirección no toma ninguna medida.
Pronto se producirá una nueva catástrofe: Stéphane Borremans está a punto de despedir al 50% de sus empleados. Su acción cuenta con el apoyo de Charles Woeste, presidente de la fracción del Partido Católico en la Cámara de Representantes. Daens resiste y quiere detener la atrocidad. Pieter le ayuda en su tarea publicando en su periódico las malas conductas en la industria textil. Daens se convierte en púlpito y, más tarde, también en miembro de la Cámara de Representantes.
Nette Scholliers es la hija mayor de una familia católica. Sólo tiene 17 años. Como sus padres han sido despedidos, ella es la única que gana algo de dinero para mantener a toda su familia. Tan pronto como se entera de los planes de Daens, lo apoya. Daens cuenta incluso con el apoyo del Partido Liberal y del Partido Socialista. Jan, un socialista, se enamora de Nette y ambos inician un romance prohibido.
Daens comienza a dudar de si realmente podrá cambiar las malas circunstancias. Además, al elegir el lado de los pobres, entra en conflicto con los directores ricos, el partido católico e incluso la Iglesia católica. El padre Daens es una espina clavada en su costado, ya que se ha convertido en un símbolo de la dura lucha por la libertad de los trabajadores.
Woeste monta una trama en la que involucra incluso a la Santa Sede. Daens es convocado por el Papa León XIII y se enfrenta a un dilema: o sigue siendo sacerdote o se convierte en político. Daens simplemente ignora las advertencias y continúa con sus dos actividades. Esto conduce a su expulsión obligatoria.
Al final, Daens convence a los políticos belgas de que las condiciones laborales deben mejorar y los trabajadores deben tener más derechos. Gracias a esta acción, los directivos se ven obligados a invertir en mejores condiciones laborales y a asumir una mayor responsabilidad en la prevención de accidentes.

## Nominaciones
| Grupo                   | Premio                             | Ganador/Nominado                   | Ganado |
| ----------------------- | ---------------------------------- | ---------------------------------- | ------ |
| Premio de la Academia   | Mejor película de habla no inglesa | Mejor película de habla no inglesa | No     |
| Premio del cine europeo | Mejor actor                        | Jan Decleir                        | No     |
| Premios Joseph Plateau  | Mejor actor belga                  | Jan Decleir                        | Sí     |
| Premios Joseph Plateau  | Mejor actriz belga                 | Antje de Boeck                     | Sí     |
| Premios Joseph Plateau  | Mejor director belga               | Stijn Coninx                       | Sí     |
| Premios Joseph Plateau  | Mejor película belga               |                                    | Sí     |